# Ліндсі Девенпорт
Лі́ндсей Енн Девенпо́рт (англ. Lindsay Ann Davenport; *8 червня 1976, Палос-Вердес, Каліфорнія, США) — американська топ-тенісистка, колишня перша ракетка світу жіночого тенісу, переможниця трьох турнірів Великого шолома в одиночному розряді та трьох у парному розряді, олімпійська чемпіонка.
Девенпорт виграла три турніри Великого шолома: Відкритий чемпіонат США 1998, Вімблдонський турнір 1999, Відкритий чемпіонат Австралії 2000. Також вона тричі вигравала турніри Великого шолома в парі: в 1996 — Ролан-Гаррос, в 1997 — чемпіонат США, в 1999 — Вімблдонський турнір.
Золоту олімпійську медаль та звання олімпійської чемпіонки Девенпорт виборола на Іграх 1996 року, де у фіналі обіграла Аранчу Санчес Вікаріо. У 1999-му вона виграла Чемпіонат WTA. У парному розряді Девенпорт вигравала Чемпіонат WTA тричі (1996, 1997, 1998).
Девенпорт виграа 55 турнірів WTA в одиночному розряді й 36 у парному. Вона мала найвищий рейтинг серед жінок кілька разів у період між 1998 і 2001. У 2004-му в останній частині сезону Девенпорт знову повернулася на перший рядок рейтингу, де залишалася протягом більшої частини 2005. Її чотири рази визнавали найкращою тенісисткою року: 1998, 2001, 2004, 2005.
Виступаючи за збірну США в Кубку Федерації, Девенпорт тричі тріумфувала разом із командою (1996, 1997, 2000). Вона виграла Кубок Гопмана 2004 разом із Джеймсом Блеком.
Після завершення кар'єри активної тенісистки Девенпорт тренувала Медісон Кіз у період 2014—2015 років та з 2017 року.

## Життєпис
Народилася в волейбольній родині: батько входив до національної збірної на Олімпіаді 1968 року в Мехіко, дві старші сестри теж грали у волейбол. Почала грати в теніс у 6 років, а підліткою виросла вгору на 15 см за 2 роки, що дещо вплинуло на її координацію, але не завадило результатам. Ліндсі Девенпорт відома фразою: «Я роблю все можливе, щоб рухатися так швидко, наскільки можу» (I do what I can to move as fast as I can).
У 2003-му Девенпорт одружилася з банкіром і колишнім спортсменом Джоном Лічем, після чого її тенісна кар'єра знов пішла вгору. 2006 року зробила перерву у виступах для народження дитини. У 2007-му народила сина, а у 2009-му — доньку, у 2012-му — ще одну доньку. Третя донька народилася в 2014-му.

## Стиль гри
Девенпорт була гравчинею задньої лінії й будувала гру на основі сильних ударів з відскоку, зокрема, дворучного бекхенду, й подачі, яку виконувала з чудовою точністю й надійністю. Джиджі Фернандес одного разу зауважила, що Девенпорт виробила "форхенд настільки добрий, як у Штеффі Граф". Вона мала репутацію однієї з тенісисток із найсильнішими ударами в турі. Габріела Сабатіні говорила, що "[Лінзі] любить сильно влупити в кут. Дуже, дуже сильно". Девенпорт була дебелою тенісисткою, і її найбільшими недоліками були мала швидкість й рухливість, але вона переглянула програму підготовки й в 1995-му скинула 30 фунтів, а також стала сильнішою психологічно. Вона 13 разів грала в фіналах турнірів Великого шолома в парі, але в одиночній грій на сітці почувалася незручно. Збільшення швидкості дозовлило їй швидше виходити вперед.

## Значні фінали

### Фінали турнірів Великого шолома

#### Одиночний розряд: 7 фіналів (3 титули)
| Результат | Рік  | Турнір          | Поверхня | Супротивниця   | Рахунок            |
| --------- | ---- | --------------- | -------- | -------------- | ------------------ |
| Перемога  | 1998 | US Open         | Хард     | Мартіна Хінгіс | 6–3, 7–5           |
| Перемога  | 1999 | Wimbledon       | Трава    | Штеффі Граф    | 6–4, 7–5           |
| Перемога  | 2000 | Australian Open | Хард     | Мартіна Хінгіс | 6–1, 7–5           |
| Поразка   | 2000 | Wimbledon       | Трава    | Вінус Вільямс  | 3–6, 6–7(3–7)      |
| Поразка   | 2000 | US Open         | Хард     | Вінус Вільямс  | 4–6, 5–7           |
| Поразка   | 2005 | Australian Open | Хард     | Серена Вільямс | 6–2, 3–6, 0–6      |
| Поразка   | 2005 | Wimbledon       | Трава    | Вінус Вільямс  | 6–4, 6–7(4–7), 7–9 |

#### Пари: 13 фіналів (3 титули)
| Результат | Рік  | Турнір              | Поверхня | Партнерка          | Супротивниці                      | Рахунок       |
| --------- | ---- | ------------------- | -------- | ------------------ | --------------------------------- | ------------- |
| Поразка   | 1994 | French Open         | Ґрунт    | Ліза Реймонд       | Джиджі Фернандес Наташа Звєрєва   | 6–2, 6–2      |
| Поразка   | 1996 | Australian Open     | Хард     | Мері Джо Фернандес | Чанда Рубін Аранча Санчес Вікаріо | 7–5, 2–6, 6–4 |
| Перемога  | 1996 | French Open         | Ґрунт    | Мері Джо Фернандес | Джиджі Фернандес Наташа Звєрєва   | 6–2, 6–1      |
| Поразка   | 1997 | Australian Open (2) | Хард     | Ліза Реймонд       | Мартіна Хінгіс Наташа Зверєва     | 6–2, 6–2      |
| Перемога  | 1997 | US Open             | Хард     | Яна Новотна        | Джиджі Фернандес Наташа Зверєва   | 6–3, 6–4      |
| Поразка   | 1998 | Australian Open (3) | Хард     | Наташа Зверєва     | Мартіна Хінгіс Мір'яна Лучич      | 6–4, 2–6, 6–3 |
| Поразка   | 1998 | French Open (2)     | Ґрунт    | Наташа Зверєва     | Мартіна Хінгіс Яна Новотна        | 6–1, 7–6      |
| Поразка   | 1998 | Wimbledon           | Трава    | Наташа Зверєва     | Мартіна Хінгіс Яна Новотна        | 6–3, 3–6, 8–6 |
| Поразка   | 1998 | US Open             | Хард     | Наташа Зверєва     | Мартіна Хінгіс Яна Новотна        | 6–3, 6–3      |
| Поразка   | 1999 | Australian Open (4) | Хард     | Наташа Зверєва     | Мартіна Хінгіс Анна Курникова     | 7–5, 6–3      |
| Перемога  | 1999 | Wimbledon           | Трава    | Коріна Мораріу     | Маріан де Свардт Олена Татаркова  | 6–4, 6–4      |
| Поразка   | 2001 | Australian Open (5) | Хард     | Коріна Мораріу     | Серена Вільямс Вінус Вільямс      | 6–2, 2–6, 6–4 |
| Поразка   | 2005 | Australian Open (6) | Хард     | Коріна Мораріу     | Світлана Кузнецова Алісія Молік   | 6–3, 6–4      |

### Олімпіади

#### Одиночний розряд: 1 золота медаль
| Результат | Дата | Турнір       | Поверхня | Супротивниця          | Рахунок        |
| --------- | ---- | ------------ | -------- | --------------------- | -------------- |
| Золото    | 2000 | Атланта 1996 | Хард     | Аранча Санчес Вікаріо | 7–6(10–8), 6–2 |

## Фінали турнірів WTA

### Одиночний розряд: 94 (55 титулів, 38 поразок, 1 не розіграно)
| Легенда                             |
| ----------------------------------- |
| Турніри Великого шолома (3–4)       |
| Olympics (1–0)                      |
| Фінали (1–3)                        |
| WTA 1000 (Tier I) (11–10)           |
| WTA 500 (Tier II) (26–20)           |
| WTA 250 (Tier III / Tier IV) (13–1) |

| Фінали за покриттям |
| Тверде (33–26)      |
| Ґрунт (8–2)         |
| Трава (2–2)         |
| Килим (12–8)        |

| Результат | В-П   | Дата     | Турнір                                                       | Категорія  | Покриття   | Опонент               | Рахунок                  |
| --------- | ----- | -------- | ------------------------------------------------------------ | ---------- | ---------- | --------------------- | ------------------------ |
| Перемога  | 1–0   | Тра 1993 | WTA Swiss Open, Lucerne, Швейцарія (1)                       | Tier III   | Ґрунт      | Ніколь Брадтке        | 6–1, 4–6, 6–2            |
| Перемога  | 2–0   | 1994     | Danone Hardcourt Championships, Brisbane, Австралія          | Tier III   | Тверде     | Флоренсія Лабат       | 6–1, 2–6, 6–3            |
| Перемога  | 3–0   | Тра 1994 | WTA Swiss Open, Lucerne, Швейцарія (2)                       | Tier III   | Ґрунт      | Ліза Реймонд          | 7–6(7–3), 6–4            |
| Поразка   | 3–1   | 1994     | Фінал WTA, New York, USA (1)                                 | Фінали     | Килим (i)  | Габріела Сабатіні     | 6–3, 6–2, 6–4            |
| Поразка   | 3–2   | 1995     | Sydney International, Sydney, Австралія                      | Tier II    | Тверде     | Габріела Сабатіні     | 6–3, 6–4                 |
| Поразка   | 3–3   | Лют 1995 | Toray Pan Pacific Open, Tokyo, Японія (1)                    | Tier I     | Килим (i)  | Дате Кіміко           | 6–1, 6–2                 |
| Перемога  | 4–3   | Тра 1995 | Internationaux de Strasbourg, Strasbourg, Франція (1)        | Tier III   | Ґрунт      | Дате Кіміко           | 3–6, 6–1, 6–2            |
| Поразка   | 4–4   | 1996     | Sydney International, Sydney, Австралія (2)                  | Tier II    | Тверде     | Моніка Селеш          | 4–6, 7–6(9–7), 6–3       |
| Перемога  | 5–4   | Тра 1996 | Internationaux de Strasbourg, Strasbourg, Франція (2)        | Tier III   | Ґрунт      | Барбара Паулюс        | 6–3, 7–6(8–6)            |
| Перемога  | 6–4   | 1996     | Літні Олімпійські ігри 1996, Atlanta, USA                    | Olympics   | Тверде     | Аранча Санчес Вікаріо | 7–6(8–6), 6–2            |
| Перемога  | 7–4   | 1996     | LA Women's Tennis Championships, Los Angeles, USA (1)        | Tier II    | Тверде     | Анке Губер            | 6–2, 6–3                 |
| Перемога  | 8–4   | 1997     | U.S. National Indoor Championships, Oklahoma, USA (1)        | Tier III   | Тверде     | Ліза Реймонд          | 6–4, 6–2                 |
| Перемога  | 9–4   | 1997     | Indian Wells Open, Indian Wells, USA (1)                     | Tier I     | Тверде     | Іріна Спирля          | 6–2, 6–1                 |
| Перемога  | 10–4  | 1997     | Amelia Island Championships, Amelia Island, US (1)           | Tier II    | Ґрунт      | Марі П'єрс            | 6–2, 6–3                 |
| Поразка   | 10–5  | 1997     | San Diego Open, Los Angeles, USA                             | Tier II    | Тверде     | Моніка Селеш          | 5–7, 7–5, 6–4            |
| Перемога  | 11–5  | 1997     | Connecticut Open, Atlanta, USA                               | Tier II    | Тверде     | Сандрін Тестю         | 6–4, 6–1                 |
| Перемога  | 12–5  | 1997     | Zurich Open, Zurich, Швейцарія (1)                           | Tier I     | Килим      | Наталі Тозья          | 7–6(7–3), 7–5            |
| Перемога  | 13–5  | 1997     | Ameritech Cup, Chicago, USA                                  | Tier II    | Килим      | Наталі Тозья          | 6–0, 7–5                 |
| Поразка   | 13–6  | 1997     | Advanta Championships, Philadelphia, USA (2)                 | Tier II    | Килим      | Мартіна Хінгіс        | 7–5, 6–7(7), 7–6(7–4)    |
| Перемога  | 14–6  | Лют 1998 | Toray Pan Pacific Open, Tokyo, Японія (1)                    | Tier I     | Килим      | Мартіна Хінгіс        | 6–3, 6–3                 |
| Поразка   | 14–7  | 1998     | Indian Wells Open, Indian Wells, USA                         | Tier I     | Тверде     | Мартіна Хінгіс        | 6–3, 6–4                 |
| Перемога  | 15–7  | 1998     | Silicon Valley Classic, Stanford, USA (1)                    | Tier II    | Тверде     | Вінус Вільямс         | 6–4, 5–7, 6–4            |
| Перемога  | 16–7  | 1998     | San Diego Open, San Diego, USA (1)                           | Tier II    | Тверде     | Марі П'єрс            | 6–3, 6–1                 |
| Перемога  | 17–7  | 1998     | Acura Classic, Los Angeles, USA (2)                          | Tier II    | Тверде     | Мартіна Хінгіс        | 4–6, 6–4, 6–3            |
| Перемога  | 18–7  | 1998     | Відкритий чемпіонат США з тенісу, New York                   | Grand Slam | Тверде     | Мартіна Хінгіс        | 6–3, 7–5                 |
| Поразка   | 18–8  | 1998     | Фільдерштадт, Stuttgart, Німеччина                           | Tier II    | Тверде (i) | Сандрін Тестю         | 7–5, 6–3                 |
| Перемога  | 19–8  | 1998     | Zurich Open, Zurich, Швейцарія (2)                           | Tier I     | Килим      | Вінус Вільямс         | 7–5, 6–3                 |
| Поразка   | 19–9  | 1998     | Advanta Championships, Philadelphia, USA                     | Tier II    | Килим      | Штеффі Граф           | 4–6, 6–3, 6–4            |
| Поразка   | 19–10 | 1998     | Фінал WTA, New York, USA (2)                                 | Фінали     | Килим      | Мартіна Хінгіс        | 7–5, 4–6, 6–4, 6–2       |
| Перемога  | 20–10 | 1999     | Sydney International, Sydney, Австралія                      | Tier II    | Тверде     | Мартіна Хінгіс        | 6–4, 6–3                 |
| Перемога  | 21–10 | Тра 1999 | Open Villa de Madrid, Madrid, Іспанія                        | Tier III   | Ґрунт      | Паола Суарес          | 6–1, 6–3                 |
| Перемога  | 22–10 | 1999     | Вімблдонський турнір, London, UK                             | Grand Slam | Трава      | Штеффі Граф           | 6–4, 7–5                 |
| Перемога  | 23–10 | 1999     | Bank of the West Classic, Stanford, USA (2)                  | Tier II    | Тверде     | Вінус Вільямс         | 7–6(7–1), 6–2            |
| Поразка   | 23–11 | 1999     | Connecticut Open, New Haven, USA (1)                         | Tier II    | Тверде     | Вінус Вільямс         | 6–2, 7–5                 |
| Перемога  | 24–11 | 1999     | Toyota Princess Cup, Tokyo, Японія                           | Tier II    | Тверде     | Моніка Селеш          | 7–5, 7–6(7–1)            |
| Перемога  | 25–11 | 1999     | Advanta Championships, Philadelphia, USA (1)                 | Tier II    | Килим      | Мартіна Хінгіс        | 6–3, 6–4                 |
| Перемога  | 26–11 | 1999     | Фінал WTA, New York, USA                                     | Фінали     | Килим      | Мартіна Хінгіс        | 6–4, 6–2                 |
| Поразка   | 26–12 | 2000     | Adidas International, Sydney, Австралія (3)                  | Tier II    | Тверде     | Амелі Моресмо         | 7–6(7–2), 6–4            |
| Перемога  | 27–12 | 2000     | Відкритий чемпіонат Австралії з тенісу, Melbourne, Австралія | Grand Slam | Тверде     | Мартіна Хінгіс        | 6–1, 7–5                 |
| Canceled  | 27–12 | 2000     | Scottsdale Women's Tennis Classic, USA                       | Tier II    | Тверде     | Мартіна Хінгіс        | N/A                      |
| Перемога  | 28–12 | Бер 2000 | Tennis Masters Series, Indian Wells, USA (2)                 | Tier I     | Тверде     | Мартіна Хінгіс        | 4–6, 6–4, 6–0            |
| Поразка   | 28–13 | 2000     | Відкритий чемпіонат Маямі з тенісу, Key Biscayne, USA        | Tier I     | Тверде     | Мартіна Хінгіс        | 6–3, 6–2                 |
| Поразка   | 28–14 | 2000     | Вімблдонський турнір, London, UK (1)                         | Grand Slam | Трава      | Вінус Вільямс         | 6–3, 7–6(7–3)            |
| Поразка   | 28–15 | 2000     | Silicon Valley Classic, Stanford, USA (1)                    | Tier II    | Тверде     | Вінус Вільямс         | 6–1, 6–4                 |
| Поразка   | 28–16 | 2000     | Estyle.com Classic, Los Angeles, USA (2)                     | Tier II    | Тверде     | Серена Вільямс        | 4–6, 6–4, 7–6(7–1)       |
| Поразка   | 28–17 | 2000     | Відкритий чемпіонат США з тенісу, New York (1)               | Grand Slam | Тверде     | Вінус Вільямс         | 6–4, 7–5                 |
| Поразка   | 28–18 | 2000     | Zurich Open, Zurich, Швейцарія (1)                           | Tier I     | Тверде     | Мартіна Хінгіс        | 6–4, 4–6, 7–5            |
| Перемога  | 29–18 | 2000     | Linz Open, Linz, Австрія (1)                                 | Tier II    | Килим      | Вінус Вільямс         | 6–4, 3–6, 6–2            |
| Перемога  | 30–18 | 2000     | Advanta Championships, Philadelphia (2)                      | Tier II    | Килим      | Мартіна Хінгіс        | 7–6(7), 6–4              |
| Поразка   | 30–19 | 2001     | Adidas International, Sydney, Австралія (4)                  | Tier II    | Тверде     | Мартіна Хінгіс        | 6–3, 4–6, 7–5            |
| Перемога  | 31–19 | Січ 2001 | Toray Pan Pacific Open, Tokyo, Японія (2)                    | Tier I     | Килим      | Мартіна Хінгіс        | 6–7(4–7), 6–4, 6–2       |
| Перемога  | 32–19 | 2001     | State Farm Classic, Scotssdale, USA                          | Tier II    | Тверде     | Меган Шонессі         | 6–2, 6–3                 |
| Перемога  | 33–19 | 2001     | Eastbourne International, Eastbourne, UK                     | Tier II    | Трава      | Магі Серна            | 6–2, 6–0                 |
| Поразка   | 33–20 | 2001     | Silicon Valley Classic, Stanford, USA (2)                    | Tier II    | Тверде     | Кім Клейстерс         | 6–4, 6–7(5–7), 6–1       |
| Перемога  | 34–20 | 2001     | estyle.com Classic, Los Angeles, USA (3)                     | Tier II    | Тверде     | Моніка Селеш          | 6–3, 7–5                 |
| Поразка   | 34–21 | 2001     | Pilot Pen Tennis, New Haven (2)                              | Tier II    | Тверде     | Вінус Вільямс         | 7–6(8–6), 6–4            |
| Перемога  | 35–21 | 2001     | Porsche Tennis Grand Prix, Filderstadt, Німеччина (1)        | Tier II    | Тверде     | Жустін Енен           | 7–5, 6–4                 |
| Перемога  | 36–21 | 2001     | Swisscom Challenge, Zurich, Швейцарія (3)                    | Tier I     | Тверде     | Єлена Докич           | 6–3, 6–1                 |
| Перемога  | 37–21 | 2001     | Generali Ladies Linz, Linz, Австрія (2)                      | Tier II    | Тверде     | Jelena Dokić          | 6–4, 6–1                 |
| Поразка   | 37–22 | 2001     | Фінал WTA, Munich, Німеччина (3)                             | Фінали     | Тверде     | Серена Вільямс        | walkover                 |
| Поразка   | 37–23 | 2002     | JPMorgan Chase Open, Los Angeles, USA (3)                    | Tier II    | Тверде     | Чанда Рубін           | 5–7, 7–6, 6–3            |
| Поразка   | 37–24 | 2002     | Pilot Pen Tennis, New Haven, USA (3)                         | Tier II    | Тверде     | Вінус Вільямс         | 7–5, 6–0                 |
| Поразка   | 37–25 | 2002     | Кубок Кремля, Moscow, Росія                                  | Tier I     | Килим (I)  | Магдалена Малеєва     | 5–7, 6–3, 7–6            |
| Поразка   | 37–26 | 2002     | Zürich Open, Zürich, Швейцарія (2)                           | Tier I     | Тверде (i) | Патті Шнідер          | 6–7(5–7), 7–6(10–8), 6–3 |
| Поразка   | 37–27 | 2003     | Adidas International, Sydney, Австралія (5)                  | Tier II    | Тверде     | Кім Клейстерс         | 6–4, 6–3                 |
| Перемога  | 38–27 | Січ 2003 | Toray Pan Pacific Open, Tokyo, Японія (3)                    | Tier I     | Килим (i)  | Моніка Селеш          | 6–7(6–8), 6–1, 6–2       |
| Поразка   | 38–28 | 2003     | Indian Wells Open, Indian Wells, USA (2)                     | Tier I     | Тверде     | Кім Клейстерс         | 6–4, 7–5                 |
| Поразка   | 38–29 | 2003     | Amelia Island Championships, Florida, USA                    | Tier II    | Ґрунт      | Олена Дементьєва      | 4–6, 7–5, 6–3            |
| Поразка   | 38–30 | 2003     | LA Women's Tennis Championships, Los Angeles, USA (4)        | Tier II    | Тверде     | Кім Клейстерс         | 6–1, 3–6, 6–1            |
| Поразка   | 38–31 | 2003     | Pilot Pen Tennis, New Haven, USA (4)                         | Tier II    | Тверде     | Дженніфер Капріаті    | 6–2, 4–0 retired         |
| Перемога  | 39–31 | Лют 2004 | Toray Pan Pacific Open, Tokyo, Японія (4)                    | Tier I     | Килим (i)  | Магдалена Малеєва     | 6–4, 6–1                 |
| Поразка   | 39–32 | 2004     | Indian Wells Open, Indian Wells, USA (3).                    | Tier I     | Тверде     | Жустін Енен           | 6–1, 6–4                 |
| Перемога  | 40–32 | 2004     | Bausch & Lomb Championships, Florida, USA (2)                | Tier II    | Ґрунт      | Амелі Моресмо         | 6–4, 6–4                 |
| Поразка   | 40–33 | Тра 2004 | Internationaux de Strasbourg, Strasbourg, Франція            | Tier III   | Ґрунт      | Клодін Шоль           | 2–6, 6–0, 6–3            |
| Перемога  | 41–33 | 2004     | Bank of the West Classic, Stanford, USA (3)                  | Tier II    | Тверде     | Вінус Вільямс         | 7–6(7–4), 5–7, 7–6(7–4)  |
| Перемога  | 42–33 | 2004     | JPMorgan Chase Open, Los Angeles, USA (4)                    | Tier II    | Тверде     | Серена Вільямс        | 6–1, 6–3                 |
| Перемога  | 43–33 | 2004     | Acura Classic, San Diego, USA (2)                            | Tier I     | Тверде     | Анастасія Мискіна     | 6–1, 6–1                 |
| Перемога  | 44–33 | Сер 2004 | Мастерс Цинциннаті, Cincinnati, USA                          | Tier III   | Тверде     | Віра Звонарьова       | 6–3, 6–2                 |
| Перемога  | 45–33 | 2004     | Porsche Tennis Grand Prix, Filderstadt, Німеччина (2)        | Tier II    | Тверде     | Амелі Моресмо         | 6–2 retired              |
| Поразка   | 45–34 | 2005     | Australian Open, Melbourne                                   | Grand Slam | Тверде     | Серена Вільямс        | 2–6, 6–3, 6–0            |
| Поразка   | 45–35 | Лют 2005 | Toray Pan Pacific Open, Tokyo, Японія (2)                    | Tier I     | Килим (i)  | Марія Шарапова        | 6–1, 3–6, 7–6(7–5)       |
| Перемога  | 46–35 | 2005     | Dubai Tennis Championships, Dubai, UAE                       | Tier II    | Тверде     | Єлена Янкович         | 6–4, 3–6, 6–4            |
| Поразка   | 46–36 | 2005     | Pacific Life Open, Indian Wells, USA (4)                     | Tier I     | Тверде     | Кім Клейстерс         | 6–4, 4–6, 6–2            |
| Перемога  | 47–36 | 2005     | Bausch & Lomb Championships, Florida, USA (3)                | Tier II    | Ґрунт      | Сільвія Фаріна-Елія   | 7–5, 7–5                 |
| Поразка   | 47–37 | 2005     | Wimbledon Championships, London, UK (2)                      | Grand Slam | Трава      | Вінус Вільямс         | 4–6, 7–6(7–4), 9–7       |
| Перемога  | 48–37 | 2005     | Connecticut Open, New Haven, USA                             | Tier II    | Тверде     | Амелі Моресмо         | 6–4, 6–4                 |
| Перемога  | 49–37 | 2005     | Commonwealth Bank Tennis Classic, Bali, Індонезія (1)        | Tier III   | Тверде     | Франческа Ск'явоне    | 6–2, 6–4                 |
| Перемога  | 50–37 | 2005     | Porsche Tennis Grand Prix, Filderstadt, Німеччина (3)        | Tier II    | Тверде     | Амелі Моресмо         | 6–2, 6–4                 |
| Перемога  | 51–37 | 2005     | Zürich Open, Zurich, Швейцарія (4)                           | Tier I     | Тверде     | Патті Шнідер          | 7–6(7–5), 6–3            |
| Поразка   | 51–38 | 2006     | Connecticut Open, New Haven, USA (5)                         | Tier II    | Тверде     | Жустін Енен           | 6–0, 1–0 retired         |
| Перемога  | 52–38 | 2007     | Commonwealth Bank Tennis Classic, Bali, Індонезія (2)        | Tier III   | Тверде     | Даніела Гантухова     | 6–4, 3–6, 6–2            |
| Перемога  | 53–38 | 2007     | Tournoi de Québec, Quebec City, Канада                       | Tier III   | Килим (i)  | Юлія Вакуленко        | 6–4, 6–1                 |
| Перемога  | 54–38 | 2008     | WTA Auckland Open, Auckland, Нова Зеландія                   | Tier IV    | Тверде     | Араван Резаї          | 6–2, 6–2                 |
| Перемога  | 55–38 | 2008     | U.S. National Indoor Championships, Memphis, USA (2)         | Tier III   | Тверде (i) | Ольга Говорцова       | 6–2, 6–1                 |

### Парний розряд: 61 (38 титулів, 23 поразки)
| Легенда                            |
| ---------------------------------- |
| Турніри Великого шолома (3–10)     |
| Фінали (3–0)                       |
| WTA 1000 (Tier I) (9–5)            |
| WTA 500 (Tier II / Premier) (19–7) |
| WTA 250 (Tier III) (4–1)           |

| Фінали за покриттям |
| ------------------- |
| Тверде (24–12)      |
| Ґрунт (6–4)         |
| Трава (2–1)         |
| Килим (6–6)         |

| Результат | В-П   | Дата | Турнір                                          | Категорія  | Покриття   | Партнер                  | Опоненти                                      | Рахунок                 |
| --------- | ----- | ---- | ----------------------------------------------- | ---------- | ---------- | ------------------------ | --------------------------------------------- | ----------------------- |
| Поразка   | 0–1   | 1993 | WTA Swiss Open                                  | Tier III   | Ґрунт      | Маріанн Вердел           | Мері Джо Фернандес Гелена Сукова              | 6–2, 6–4                |
| Перемога  | 1–1   | 1994 | Indian Wells Open                               | Tier II    | Тверде     | Ліза Реймонд             | Манон Боллеграф Гелена Сукова                 | 6–2, 6–4                |
| Поразка   | 1–2   | 1994 | Відкритий чемпіонат Франції з тенісу (1)        | Grand Slam | Ґрунт      | Ліза Реймонд             | Джиджі Фернандес 1991                         | 6–2, 6–2                |
| Перемога  | 2–2   | 1994 | Окленд, U.S.                                    | Tier II    | Килим      | Аранча Санчес Вікаріо    | Джиджі Фернандес Мартіна Навратілова          | 7–5, 6–4                |
| Перемога  | 3–2   | 1995 | Sydney International                            | Tier II    | Тверде     | Яна Новотна              | Патті Фендік Мері Джо Фернандес               | 7–5, 2–6, 6–4           |
| Поразка   | 3–3   | 1995 | Toray Pan Pacific Open (1)                      | Tier I     | Килим      | Ренне Стаббс             | Джиджі Фернандес 1991                         | 6–0, 6–3                |
| Перемога  | 4–3   | 1995 | Indian Wells, U.S.                              | Tier II    | Тверде     | Ліза Реймонд             | Аранча Санчес Вікаріо Лариса Савченко-Нейланд | 2–6, 6–4, 6–3           |
| Перемога  | 5–3   | 1995 | Internationaux de Strasbourg                    | Tier III   | Ґрунт      | Мері Джо Фернандес       | Сабін Аппельманс Міріам Ореманс               | 6–2, 6–3                |
| Перемога  | 6–3   | 1995 | Tokyo (Nichirei), Japan                         | Tier II    | Тверде     | Мері Джо Фернандес       | Аманда Кетцер Лінда Вілд                      | 6–3, 6–2                |
| Перемога  | 7–3   | 1996 | Sydney, Австралія                               | Tier II    | Тверде     | Мері Джо Фернандес       | Лорі Макніл Гелена Сукова                     | 6–3, 6–3                |
| Поразка   | 7–4   | 1996 | Відкритий чемпіонат Австралії з тенісу (1)      | Grand Slam | Тверде     | Мері Джо Фернандес       | Чанда Рубін Аранча Санчес Вікаріо             | 7–5, 2–6, 6–4           |
| Перемога  | 8–4   | 1996 | Відкритий чемпіонат Франції з тенісу, Paris     | Grand Slam | Ґрунт      | Мері Джо Фернандес       | Джиджі Фернандес Наташа Звєрєва               | 6–2, 6–1                |
| Перемога  | 9–4   | 1996 | Лос-Анджелес                                    | Tier II    | Тверде     | Наташа Звєрєва           | Емі Фрейзер Кімберлі По                       | 6–1, 6–4                |
| Перемога  | 10–4  | 1996 | Oakland, U.S.                                   | Tier II    | Тверде     | Мері Джо Фернандес       | Іріна Спирля Наталі Тозья                     | 6–1, 6–3                |
| Перемога  | 11–4  | 1996 | Фінал WTA, New York City                        | Фінали     | Килим      | Мері Джо Фернандес       | Яна Новотна Аранча Санчес Вікаріо             | 6–3, 6–2                |
| Поразка   | 11–5  | 1997 | Sydney International                            | Tier II    | Тверде     | Наташа Звєрєва           | Джиджі Фернандес Аранча Санчес Вікаріо        | 6–3, 6–1                |
| Поразка   | 11–6  | 1997 | Australian Open (2)                             | Grand Slam | Тверде     | Ліза Реймонд             | Мартіна Хінгіс Наташа Звєрєва                 | 6–2, 6–2                |
| Перемога  | 12–6  | 1997 | Toray Pan Pacific Open                          | Tier I     | Килим      | Наташа Звєрєва           | Джиджі Фернандес Мартіна Хінгіс               | 6–4, 6–3                |
| Перемога  | 13–6  | 1997 | Indian Wells, U.S.                              | Tier I     | Тверде     | Наташа Звєрєва           | Ліза Реймонд Наталі Тозья                     | 6–3, 6–2                |
| Поразка   | 13–7  | 1997 | Charleston Open                                 | Tier I     | Ґрунт      | Яна Новотна              | Мартіна Хінгіс Мері Джо Фернандес             | 7–5, 4–6, 6–1           |
| Перемога  | 14–7  | 1997 | Amelia Island Championships                     | Tier II    | Ґрунт      | Яна Новотна              | Ніколь Арендт Манон Боллеграф                 | 6–3, 6–0                |
| Перемога  | 15–7  | 1997 | German Open                                     | Tier I     | Ґрунт      | Яна Новотна              | Джиджі Фернандес Наташа Звєрєва               | 6–2, 3–6, 6–2           |
| Перемога  | 16–7  | 1997 | Silicon Valley Classic, U.S.                    | Tier II    | Тверде     | Мартіна Хінгіс           | Кончита Мартінес Патрісія Тарабіні            | 6–1, 6–3                |
| Перемога  | 17–7  | 1997 | Відкритий чемпіонат США з тенісу, New York City | Grand Slam | Тверде     | Яна Новотна              | Джиджі Фернандес Наташа Звєрєва               | 6–3, 6–4                |
| Поразка   | 17–8  | 1997 | Фільдерштадт                                    | Tier II    | Тверде(i)  | Яна Новотна              | Мартіна Хінгіс Аранча Санчес Вікаріо          | 7–6(7–4), 3–6, 7–6(7–3) |
| Поразка   | 17–9  | 1997 | Ameritech Cup                                   | Tier II    | Килим (i)  | Моніка Селеш             | Александра Фусаї Наталі Тозья                 | 6–3, 6–2                |
| Поразка   | 17–10 | 1997 | Virginia Slims of Philadelphia                  | Tier II    | Килим (i)  | Яна Новотна              | Ліза Реймонд Ренне Стаббс                     | 6–3, 7–5                |
| Перемога  | 18–10 | 1997 | Турніри WTA Tour, New York City                 | Фінали     | Килим      | Яна Новотна              | Александра Фусаї Наталі Тозья                 | 6–7, 6–3, 6–2           |
| Поразка   | 18–11 | 1998 | Australian Open (3)                             | Grand Slam | Тверде     | Наташа Звєрєва           | Мартіна Хінгіс Мір'яна Лучич-Бароні           | 6–4, 2–6, 6–3           |
| Поразка   | 18–12 | 1998 | Tokyo Pan Pacific (2)                           | Tier I     | Килим      | Наташа Звєрєва           | Мартіна Хінгіс Mirjana Lučić                  | 7–5, 6–4                |
| Перемога  | 19–12 | 1998 | Indian Wells, U.S.                              | Tier I     | Тверде     | Наташа Звєрєва           | Александра Фусаї Наталі Тозья                 | 6–4, 2–6, 6–4           |
| Перемога  | 20–12 | 1998 | Berlin, Німеччина                               | Tier I     | Ґрунт      | Наташа Звєрєва           | Александра Фусаї Наталі Тозья                 | 6–3, 6–0                |
| Поразка   | 20–13 | 1998 | French Open (2)                                 | Grand Slam | Ґрунт      | Наташа Звєрєва           | Мартіна Хінгіс Яна Новотна                    | 6–1, 7–6(7–4)           |
| Поразка   | 20–14 | 1998 | Wimbledon                                       | Grand Slam | Трава      | Наташа Звєрєва           | Мартіна Хінгіс Яна Новотна                    | 6–3, 3–6, 8–6           |
| Перемога  | 21–14 | 1998 | Stanford, U.S.                                  | Tier II    | Тверде     | Наташа Звєрєва           | Лариса Савченко-Нейланд Олена Татаркова       | 6–4, 6–4                |
| Перемога  | 22–14 | 1998 | San Diego Open                                  | Tier II    | Тверде     | Наташа Звєрєва           | Александра Фусаї Наталі Тозья                 | 6–2, 6–1                |
| Поразка   | 22–15 | 1998 | US Open                                         | Grand Slam | Тверде     | Наташа Звєрєва           | Мартіна Хінгіс Яна Новотна                    | 6–3, 6–3                |
| Перемога  | 23–15 | 1998 | Porsche Tennis Grand Prix                       | Tier II    | Тверде (i) | Наташа Звєрєва           | Анна Курникова Аранча Санчес Вікаріо          | 6–4, 6–2                |
| Перемога  | 24–15 | 1998 | Турніри WTA Tour, New York City                 | Фінали     | Килим      | Наташа Звєрєва           | Александра Фусаї Наталі Тозья                 | 6–7(6–8), 7–5, 6–3      |
| Поразка   | 24–16 | 1999 | Australian Open (4)                             | Grand Slam | Тверде     | Наташа Звєрєва           | Мартіна Хінгіс Анна Курникова                 | 7–5, 6–3                |
| Перемога  | 25–16 | 1999 | Tokyo (Pan Pacific), Японія                     | Tier I     | Килим      | Наташа Звєрєва           | Яна Новотна Мартіна Хінгіс                    | 6–2, 6–3                |
| Перемога  | 26–16 | 1999 | Вімблдонський турнір, London, Велика Британія   | Grand Slam | Трава      | Коріна Мораріу           | Маріан де Свардт Татаркова Олена Валеріївна   | 6–4, 6–4                |
| Перемога  | 27–16 | 1999 | Stanford, U.S.                                  | Tier II    | Тверде     | Коріна Мораріу           | Курникова Анна Сергіївна Олена Лиховцева      | 6–4, 6–4                |
| Перемога  | 28–16 | 1999 | San Diego, U.S.                                 | Tier II    | Тверде     | Коріна Мораріу           | Вінус Вільямс Серена Вільямс                  | 6–4, 6–1                |
| Перемога  | 29–16 | 2000 | Indian Wells, U.S.                              | Tier I     | Тверде     | Коріна Мораріу           | Курникова Анна Сергіївна Наташа Звєрєва       | 6–2, 6–3                |
| Поразка   | 29–17 | 2000 | San Diego Open                                  | Tier II    | Тверде     | Курникова Анна Сергіївна | Ліза Реймонд Ренне Стаббс                     | 4–6, 6–3, 7–6(8–6)      |
| Поразка   | 29–18 | 2001 | Australian Open (5)                             | Grand Slam | Тверде     | Коріна Мораріу           | Серена Вільямс Вінус Вільямс                  | 6–2, 2–6, 6–4           |
| Перемога  | 30–18 | 2001 | Filderstadt, Німеччина                          | Tier II    | Тверде (i) | Ліза Реймонд             | Жустін Енен Меган Шонессі                     | 6–4, 6–7(4–7), 7–5      |
| Перемога  | 31–18 | 2001 | Zurich Open                                     | Tier I     | Тверде (i) | Ліза Реймонд             | Сандрін Тестю Роберта Вінчі                   | 6–3, 2–6, 6–2           |
| Перемога  | 32–18 | 2002 | Filderstadt, Німеччина                          | Tier II    | Тверде (i) | Ліза Реймонд             | Паола Суарес Меган Шонессі                    | 6–2, 6–4                |
| Поразка   | 32–19 | 2003 | Toray Pan Pacific Open                          | Tier I     | Килим      | Ліза Реймонд             | Олена Бовіна Ренне Стаббс                     | 6–3, 6–4                |
| Поразка   | 32–20 | 2003 | State Farm Women's Tennis Classic               | Tier II    | Тверде     | Ліза Реймонд             | Кім Клейстерс Суґіяма Ай                      | 6–1, 6–4                |
| Перемога  | 33–20 | 2003 | Indian Wells, U.S.                              | Tier I     | Тверде     | Ліза Реймонд             | Кім Клейстерс Суґіяма Ай                      | 3–6, 6–4, 6–1           |
| Перемога  | 34–20 | 2003 | Amelia Island, U.S.                             | Tier II    | Ґрунт      | Ліза Реймонд             | Вірхінія Руано Паскуаль Паола Суарес          | 7–5, 6–2                |
| Перемога  | 35–20 | 2003 | Eastbourne International                        | Tier II    | Трава      | Ліза Реймонд             | Дженніфер Капріаті Магі Серна                 | 6–3, 6–2                |
| Поразка   | 35–21 | 2003 | Acura Classic                                   | Tier II    | Тверде     | Ліза Реймонд             | Кім Клейстерс Суґіяма Ай                      | 6–4, 7–5                |
| Поразка   | 35–22 | 2005 | Australian Open (6)                             | Grand Slam | Тверде     | Коріна Мораріу           | Світлана Кузнецова Алісія Молік               | 6–3, 6–4                |
| Поразка   | 35–23 | 2005 | Toray Pan Pacific Open (3)                      | Tier I     | Килим      | Коріна Мораріу           | Жанетта Гусарова Олена Лиховцева              | 6–4, 6–3                |
| Перемога  | 36–23 | 2006 | Commonwealth Bank Tennis Classic, Індонезія     | Tier III   | Тверде     | Коріна Мораріу           | Наталі Грандін Труді Мусгрейв                 | 6–3, 6–4                |
| Перемога  | 37–23 | 2008 | U.S. National Indoor Championships              | Tier III   | Тверде     | Ліза Реймонд             | Анджела Гейнс Машона Вашінгтон                | 6–3, 6–1                |
| Перемога  | 38–23 | 2010 | Silicon Valley Classic                          | Premier    | Тверде     | Лізель Губер             | Латіша Чжань Чжен Цзє                         | 7–5, 6–7(8–10), [10–8]  |

## Виноски
1. 1 2  Collins B. The Bud Collins History of Tennis: An Authoritative Encyclopedia and Record Book — 2 — NYC: New Chapter Press, 2010. — P. 668. — ISBN 978-0-942257-70-0
2. ↑  ČSFD — 2001.
3. ↑  http://espn.go.com/tennis/player/_/id/400/lindsay-davenport
4. ↑  http://www.sfgate.com/sports/article/Standing-Tall-Lindsay-Davenport-has-run-down-2916991.php
5. ↑  Ім'я тенісистки англійською мовою вимовляється як Лінзі, без звуку /д/.
6. 1 2  Price, S.L. (21 вересня 1998). Standing Tall Lindsay Davenport was head and shoulders above the crowd at the U.S. Open and, for the first time in her life, loved every minute of it. Sports Illustrated. Архів оригіналу за 6 жовтня 2014. Процитовано 17 травня 2011.
7. ↑  Cart, Julie (11 грудня 1994). Lindsay Davenport May Not Be Comfortable With Fame, but America's Top-Ranked Women's Tennis Player Continues to . . . : SHINE IN THE SPOTLIGHT. The Los Angeles Times. Архів оригіналу за 6 жовтня 2014. Процитовано 21 вересня 2014.
8. ↑  Lindsay sends Steffi packing. Quicktime.cnnsi.com. 6 серпня 1999. Архів оригіналу за 27 лютого 2012. Процитовано 17 травня 2011. {{cite web}}: Cite має пустий невідомий параметр: |df= (довідка)
9. 1 2  Crowe, Jerry (20 лютого 1994). Davenport Earning Her Degree as Pro : Tennis: Murrieta Valley High senior is knocking on the door of top 10 as she readies for Evert Cup. The Los Angeles Times. Архів оригіналу за 6 березня 2016. Процитовано 21 вересня 2014.
10. ↑  Venus, Serena moving on. ESPN. 22 липня 2002. Архів оригіналу за 6 жовтня 2014. Процитовано 21 вересня 2014.
11. ↑  Wolff, Alexander (13 вересня 1993). Lindsay Davenport. Sports Illustrated. Архів оригіналу за 6 жовтня 2014. Процитовано 21 вересня 2014.
12. ↑  Shea, Jim (19 листопада 1994). Davenport, Date Advance With Upsets. The Hartford Courant. Архів оригіналу за 6 жовтня 2014. Процитовано 23 вересня 2014.
13. ↑  Kroichick, Ron (21 липня 1999). Standing Tall / Lindsay Davenport has run down any lingering doubt about her game. San Francisco Chronicle. Архів оригіналу за 24 вересня 2014. Процитовано 20 вересня 2014.
14. ↑  Lindsay Davenport. The Sun-Sentinel. 3 липня 1999. Архів оригіналу за 6 жовтня 2014. Процитовано 22 вересня 2014.